# シールドライガー
シールドライガー (SHIELD LIGER) は玩具メーカートミー（現タカラトミー）が展開した「ゾイド」シリーズの背景設定に登場する架空の兵器。本記事ではその各派生機についても記載。

## 概要
シールドライガーは『ゾイド』シリーズにおいて、第1期シリーズ（1983～1990年）において初登場。その後は第2期シリーズ（1999～2006年）などにおいても登場し、各種メディアミックスで登場した。媒体ごとに異なる設定を持つ。
1987年には、ゾイドのイメージガールであるCHIKAが歌う「素敵なサマーボーイ」がタイアップ曲として発売。『RPZ-02 シールドライガー』玩具商品のCMソングとして使用された。

## 設定解説
| シールドライガー SHIELD LIGER | シールドライガー SHIELD LIGER |
| ----------------------------- | --- |
| 番号                          | RPZ-02（旧） / RPZ-03 RZ-007（新） |
| 所属                          | ヘリック共和国軍・高速戦闘隊 チーム・ブリッツ（スラッシュゼロ） |
| 分類                          | ライオン型 |
| ロールアウト                  | ZAC2042年 |
| 配備数                        | 700機(ZAC2100年秋時点) |
| 全長                          | 21.6m |
| 全高                          | 9.0m |
| 全幅                          | 6.0m |
| 重量                          | 92.0t |
| 最高速度                      | 250km/h |
| 乗員人数                      | 1名 |
| 設計者                        | ヨハン･エリクソン |
| 武装（旧）                    | レーザーサーベル×2 2連装加速ビーム砲 連装ビーム砲 3連衝撃砲 ミサイルポッド×2 ハイパーチャージャー 冷却用ラジエーター センサー 大型キャノピー 超高速駆動機構 対地センサー エネルギーシールド発生装置                                                                                  |
| 武装（新）                    | レーザーサーベル×2 ストライククロー×4 AMD2連装20mmビーム砲 対ゾイド3連衝撃砲 展開式ミサイルポッド×2 対ゾイド30mm2連装ビーム エネルギーシールド発生装置 |
| 主な搭乗者                    | ヨハン・エリクソン（バトルストーリー） ベルニーニ中佐 エル・ジー・ハルフォード（バトルストーリー） タクマ・イスルギ・サンダース（ZBCG、バトルストーリー） ヘリック共和国一般兵 ロブ・ハーマン（ゾイド -ZOIDS-） レオン・トロス（スラッシュゼロ） ショーマ・シュバール（ZOIDS VS.II） |

『ゾイドバトルストーリー』におけるシールドライガー
ヘリック共和国軍のライオン型ゾイド。中央大陸戦争時代、ゼネバス帝国軍のサーベルタイガーに対抗すべく、バレシア基地で大量に鹵獲した同機を元に開発された。研究チームの中心となったのはヘリック共和国軍のヨハン・エリクソン大佐となる。各種兵装は空気抵抗を考慮し格納式となっており、加えて機体の軽量化やインタークーラーの効果によって最高速度では当時のライバル機であったサーベルタイガーを凌駕した。さらには大型ゾイドの装甲を容易く貫通するレーザーサーベルによって格闘能力も申し分無く、他の大型機に引けを取らない戦闘能力を発揮する。また、当時としては新機軸の装備としてエネルギーシールドを導入。「青いイナズマ」の異名で呼ばれた。
ZAC2056年の惑星Zi大異変後も生き残り、西方大陸戦争緒戦では共和国軍の主力ゾイドの一角を担った（RZ-007 シールドライガー）。この際の機体は、エネルギーシールドの性能も旧大戦より向上し、新たに「蒼き疾風（）」の異名を持つようになった。

### 武装・装備
(旧)は中央大陸戦争～第一次大陸間戦争（第1期）時の呼称。（新）は第二次大陸間戦争（第2期）の呼称。
レーザーサーベル
シールドライガーの牙部。レーザーを発生させ、敵装甲を焼灼する。
ストライククロー（新）
四肢に装備される。電磁爪として機能する兵装。
2連装加速ビーム砲（旧） / AMD2連装20mmビーム砲（新）
背部に装備。中型ゾイドを一撃で破壊する威力を有する。
高速走行の際は空気抵抗を低減するため格納される。
連装ビーム砲（旧） / 対ゾイド30mm2連装ビーム（新）
尾部先端に装備されたビーム砲。外形はサーベルタイガー（セイバータイガー）に装備された連装ビーム砲（対ゾイド30mm2連装ビーム砲）と同一。
3連衝撃砲（旧） / 対ゾイド3連衝撃砲（新）
腹部に装備される。衝撃波を発射する近距離用の兵装。
ミサイルポッド（旧） / 展開式ミサイルポッド（新）
腰部両面に装備される。複数のミサイルを同時発射可能で、近距離戦において威力を発揮する。
対地センサー（旧）
足首部に装備される。走行時に地面の状態を感知する装置。
ハイパーチャージャー（旧）
四肢インタークーラーの真上に設置される。補助エンジンに得られたパワーを増幅させ、機体の加速力を支える。
センサー（旧）
シールドライガーの耳部。
冷却用ラジエーター(旧) / インタークーラー（新）
機体各所に装備される、動力機関の冷却装置。サーベルタイガーを凌駕する高速走行を保持するために採用されている。
超高速駆動機構
後脚に備える。
エネルギーシールド発生装置
鬣部に搭載。強力なエネルギーシールドを体全体に張り巡らせることによって敵の攻撃から身を守る。Eシールドとも略される。ただし、多くのエネルギーを消費するため長時間の使用はできない。またガンブラスターのハイパーローリングキャノンのように、標的のシールドの波長に応じて自機のビームの周波数を変えることで突破されてしまう事例も存在する。

### ライオン型ゾイド
ライオン型ゾイド、ライガー型ゾイドは惑星Ziにおける四足獣猫科型の中でも、局地戦や格闘戦において高い能力を発揮するゾイドである。生存数が少なく、性格も気難しいものの、その性能からエースパイロットや指揮官の機体として配備されている。シールドライガーの登場後は、オーガノイドシステムを導入した発展型であるブレードライガーや、過去のゾイドの戦闘ノウハウやデータを元に等、共和国・帝国を問わず数多くのライガー型ゾイドが登場している。
シールドライガーの開発ベースとなったのは、ライオン型ゾイドの系統図において中央大陸種のライガー型に位置付けられており、中央大陸のメタロゲージで発見されたものである。単体では高い戦闘力を有するゾイドであるが、第二次大陸間戦争時代においては個体の生存数が少ないため、そのほとんどはコピー品で代用されている。
これとは別に、第二次大陸間戦争時に開発されたライガーゼロは、西方大陸種のライガー型を用いている。これは太古からゾイド人の生活に組み込まれなかった完全な野生体であり、捕獲こそ困難であるものの、クローニングされたゾイドに比べて類まれな戦闘能力を有している。
なお、中央大陸戦争時代においてはゼネバス帝国軍においてライオン型ゾイドであるライジャーが運用されているが、これは系統図においてはライガー型ゾイドとは異なる分岐をした開発ベースとなる。

## 関連商品

### キット
トミー版
キットの基本構成はサーベルタイガーの歩行ギミックおよび連動ギミック（下あごの開閉）をそのまま受け継いでいる。また爪や牙、連動ギミック用のフレームなど一部のパーツはタイガーからの流用で、ゴムキャップも帝国側ゾイドのものを使用しており、タイガーの血脈を色濃く感じられるデザインとなっている。
手動ギミックにおいてはキャノピーの開閉（前ヒンジ）および尻尾の上下といった陣営・モチーフ動物の違いからくる変更にとどまらず、ビーム砲（背部）およびミサイルポッド（腰部）やEシールド発生装置（頭部上下）の展開・収納という具合にサーベルに比べて、可動ギミックがかなり追加されている。
RPZ-02 シールドライガー
1987年7月発売。
シールドライガー・マークII
1988年7月発売。シールドライガーにパイプパーツと新規ランナーを1枚追加した構成。このランナーはマッドサンダーにも流用されている。
トイズドリームプロジェクトよりキットが復刻、2005年6月22日ごろに限定販売された。
RZ-007 シールドライガー
1999年8月発売。成型色を変更。
シールドライガーDCS-J
2000年5月25日ごろ限定販売。成型色を変更したシールドライガー、CP-01 ビームキャノンセット（こちらは成型色変更なし）を同梱したキット。シールはRZ-007 シールドライガーのものから変更なし（CP-01 ビームキャノンセットには元々シール類は付属しない）。カラーリング以外の形状は、シールドライガーDCS（シールドライガー・マークII）と同様。
ZOIDS VS.II デザートライガーセット
2003年9月発売、ZOIDS VS.II初回版デザートライガーセット（数量限定、初回版なのでヘルキャットノワールのキットも付属した）に同梱された。成型色の変更以外、通常のシールドライガーのキットと同一の形状である。
シールドライガーコマンダー仕様
2007年2月、ポータルサイト『ゾイドユニバース』（およびオンラインゲーム『ZOIDS ONLINE WARS』）会員を対象に4400ZiPで限定販売された。内容は、カラーリングを変更したシールドライガーおよびCP-01 ビームキャノンセット、追加装備をセットとしたもの。シールは新規のもので、RZ-007CSの番号があしらわれている。
シールドライガー バン・フライハイト仕様
アニメ10周年記念商品の第一弾として、2008年12月18日発売。カラーリングをよりアニメのイメージに近づけたものとなっている。また、ブレードライガーに付属した物と同様のバン、フィーネ、ジークのフィギュアが付属。同機の活躍シーンを編集したDVDも付属している。
AZ-04 シールドライガー
2024年6月発売。リアルさとアニメの再現性に近づけるためライオンのようなスタイリングに変更されている。バンとフィーネ、ジーク（無塗装）のフィギュアが付属。
REALIZE MODEL RMZ-013 シールドライガー バン仕様
2026年3月発売予定。可動、組み立てやすさ、コレクション性、アニメの再現性、リアリティに重点を置いている1/100プラキットシリーズ。爪をアニメ準拠の金色に塗装し、頭部のコックピットはバン仕様の複座型と量産機仕様の単座型、尾部はバン仕様のものと量産機仕様の対ゾイド30mm2連装ビームの選択式による差し替えとなっている。展開式ミサイルポッドはアーム部で可動し、3mm軸となっているため武装のカスタマイズができるようになっている。AMD2連装20mmビーム砲はカバーを閉じて前方への射撃姿勢も可能。Eシールドの展開エフェクトパーツが付属し、スタンド部分の長短が選択可能。バン、フィーネ、ジーク、一般兵士のフィギュアが付属。

HMMシリーズ
HMMシリーズのコンセプトに沿って細部のアレンジと全身のフル可動を実現した他、頭部・胴体部のスリム化によって、プロポーションバランスが大きく変化している。玩具安全基準対象外ゆえの非常にシャープな造型が特徴。
タカラトミー製と異なり、動力を伴うギミックは無く、代わりにポリキャップ使用によるポージングが可能。また、タカラトミー製キットにあった手動のギミックに関してはほぼ継承しており、新たに脚部のエア・ベイルシステムとインタークーラーおよび左右タテガミの展開ギミックが追加された。
HMM 001 RPZ-03 シールドライガー SHIELD LIGER
HMMシリーズ第1弾。2006年11月、2009年11月28日（再生産）発売。付属のマーキングシールと説明書内の機体解説はバトルストーリーを基準としている。
HMM 001 LIMITED RPZ-03DS シールドライガー（デザート・タイプ） SHIELD LIGER DESERT-TYPE
イリサワ流通限定商品。2007年2月発売。こちらは機体色がサンドブラウンとなっている。特典として透明クリアキャノピーのパーツが付属する。
HMM 005 RPZ-07 シールドライガーMk-II SHIELD LIGER Mk-II
HMMシリーズ第5弾「HMM 005 RPZ-07 シールドライガーMk-II」としてラインナップされた。2007年幕張プラモデル・ラジコンショー受注限定商品。2008年3月発売。ジャッキアップギミックを備え、造形を一新したビームキャノンが付属する。ベルト状にアレンジされたエネルギーケーブルや新規造形のミサイルポッドもHMMシリーズ独自の特徴となっている。2011年12月にはビームキャノンが「二連ビームキャノン（シールドライガー用）」としてコトブキヤショップ限定商品として単品発売された。
HMM 001 LIMITED シールドライガーRAMARスペシャル SHIELD LIGER RAMAR SPECIAL
HMM ZOIDS 5th ANNIVERSARY & コトブキヤ秋葉原館OPEN記念限定商品。2011年7月23日発売。アニメ『ゾイド -ZOIDS-』の主題歌を担当したRAMARとのコラボレーションモデル。
HMM 029 RZ-007 シールドライガー バン仕様 SHIELD LIGER BANG Ver.
HMMシリーズ第29弾。アニメに登場したバン仕様を成形色&一部新規金型で再現したキットであり、キャノピー先端、爪や牙などが新たに塗装済みパーツとなっている。コックピットはダンデム仕様に変更されたほか、尾部先端パーツも二連装ビーム砲のないアニメ準拠のパーツに変更されている。さらに塗装済みのバン・フィーネ（共に座り・立ち状態）、ジーク（立ち状態の他にコアとの融合状態）のフィギュアが付属している。また、新たにアクションベース対応となった。
HMM 046 RZ-007 シールドライガーDCS-J SHIELD LIGER DCS-J
HMMシリーズ第46弾。2019年11月発売。成型色を変更した機体色とビームキャノンのセット。

MSS (モデラーズ・スピリット・シリーズ)
シールドライガー
MSSシリーズ第1弾として2013年1月に発売。
旧共和国カラ―で、手足の関節を前後可動させることによって、バトルストーリーやアニメで見せたようなポーズを再現出来る。
他のMSSゾイドと同じく彩色ジオラマベースが1個付属。専用ジョイントを使うことで異なるベース同士を連結させることも可能。
シールドライガー・マークII
シリーズ第5弾で2013年6月発売。同年1月に発売されたシールドライガーの成型色を変更しキャノンビーム砲を追加したバリエーションキット。ライガー本体は色が違う以外特に変更はないので可動範囲などはそのままだが、ジオラマベースが付属しない。

### 完成品トイ
やまとから2010年に「シールドライガー」、2012年6月に「シールドライガーDCS-J」のダイキャスト製の完成品が発売された。「シールドライガーDCS-J」にはレオマスターの一人であるアーサー・ボーグマンのフィギュア（コックピットに座った形態）が付属されている。2026年2月にタカラトミーからダイアクロン、トランスフォーマーとのコラボでSYNERGENEXよりシールドライガーをモチーフとするSHIELD-D-PRIMEが発売予定

## 作中での活躍

### バトルストーリー
『ゾイドバトルストーリー』（小学館）
『ゾイドバトルストーリー2』にて初登場。ZAC2042年にロールアウト。ハドリアンウォールの共和国防御線を襲撃する帝国軍に対し開発を行ったエリクソン大佐自らが駆る1号機が迎撃に向かい、凌駕する機動性でサーベルタイガーを撃破した。
翌年のZAC2043年にはコマンドウルフと共に中央山脈を越えてデスザウラーが開発されている帝国軍研究所を襲撃し、ディメトロドンやアイアンコングを撃破したものの、デスザウラーの実態を掴むことは出来なかった。
『ゾイドバトルストーリー4』では、ZAC2047年6月の中央山脈の戦いにおいて帝国補給線分断作戦を敢行するも、グレートサーベルによって失敗している。
『ゾイド公式ファンブック』（小学館）
『ゾイド公式ファンブック』1巻から登場。ZAC2099年8月、西方大陸戦争勃発時には高速部隊の主力として活躍。帝国の攻勢に立ち向かってレッドホーンなどの帝国ゾイドを撃破した。一時は帝国側の進攻を止めたものの、共和国側の劣勢を覆すまでには至らなかった。その後、ハルフォード中佐率いるシールドライガー・コマンドウルフからなる独立第二高速戦闘大隊はオリンポス山制圧の任務に従事。同年9月にはその道中でセイバータイガーと交戦し、苦戦するもエネルギーシールドを使用。セイバータイガーのビーム兵器を防ぎ、生まれた隙を突いてこれを撃破している。10月には山頂に到達し、未完成のデスザウラーと交戦。荷電粒子砲によってシールドライガーの機体を半壊させつつも自らを犠牲にして復活計画を阻止した。
『ゾイド公式ファンブック3』においてはZAC2100年10月のニクシー基地攻略戦ではエレファンダーに対する集中攻撃に参加した。ZAC2101年3月には共和国軍に接収されたニクシー基地においてはタクマ・I（イスルギ）・サンダース軍曹の機体がKFDと交戦している。

### アニメ
『ゾイド -ZOIDS-』では、共和国軍のロブ・ハーマン大尉が帝都ガイガロスでのデスザウラー戦でバン仕様機と同カラーの機体に搭乗。ハーマン機は59話でカール・リヒテン・シュバルツ大佐のセイバータイガーSSとの連携でデススティンガーのEシールドを無効化するも、二機とも破壊されてしまった。
『ゾイド新世紀スラッシュゼロ』ではチーム・ブリッツのレオン・トロスが搭乗していたが、レオンが武者修行に出た先で放棄されてしまった。

## 登場ゲーム
ゴジュラス、ウルトラザウルス、レッドホーン、アイアンコング、セイバータイガー、デスザウラーと並び、ほとんどのゾイドゲームに登場。
ファミリーコンピュータソフト『ゾイド 中央大陸の戦い』では仲間として登場する。ただし、プレイヤーの階級を大尉以上に上げることが条件。
同じくファミコンの『ゾイド2 ゼネバスの逆襲』にも登場。『ゾイド黙示録』とゲームボーイソフトの『ゾイド伝説』ではマークII仕様で出演。
『ゾイドインフィニティ』本作の初期設定機体で、アニメ同様バンも乗る。
その他、ゲームボーイカラー用ゲームソフト『ゾイド -ZOIDS- 邪神復活!〜ジェノブレイカー編〜』、ゲームボーイカラー用ゲームソフト『ZOIDS〜白銀の獣機神ライガーゼロ〜』にも登場。
『ZOIDS Material Hunters』では、ZOIDS concept art版アレンジの「シールドライガー」と、従来のキットデザインに近い玩具版の「シールドライガー（RZ-007）」の2種類が登場。前者は同ゲームの顔として、アプリアイコンなどのデザインにも用いられた。バリエーションの「エメラルド（Emerald）」「ホワイト（white）」「ピンク（Pink）」は、その名称通りの色を基調とするカラーリングである。
『ZOIDS FIELD OF REBELLION』では、プレイヤーが使える中型ゾイドとして「シールドライガー」が登場する。ゲームはZOIDS concept artの世界観をベースにしているが、従来のキットをほぼ踏襲するデザインで実装。ゲームオリジナルのパイロットとしてアレン・マクレランが登場する。アプリアイコンなどのデザインとしても使用された。

## バリエーション

### シールドライガー・マークII
| シールドライガー・マークII SHIELD LIGER Mk-II | シールドライガー・マークII SHIELD LIGER Mk-II |
| --------------------------------------------- | --- |
| 番号                                          | RPZ-07 |
| 所属                                          | ヘリック共和国 |
| 分類                                          | ライオン型 高機動重撃型 |
| 全長                                          | 21.6m |
| 全高                                          | 11.5m |
| 全幅                                          | 6.0m |
| 重量                                          | 110.0t |
| 最高速度                                      | 240km/h |
| 乗員人数                                      | 1名 |
| ZEP                                           | 攻撃力：25 防御力：30 総合力：55 |
| 武装・装備                                    | キャノンビーム砲×2 エネルギータンク×2 レーザーサーベル×2 ミサイルポッド×2 連装ビーム砲 3連衝撃砲 センサー 冷却用ラジエーター 超高速駆動機構 エネルギーシールド発生装置 |
| 主な搭乗者                                    | ミッチャム ヘルーマ・マクレグ フランツ・ハルトマン(ゾイドバトルコミック)                                                                                               |

シールドライガーにキャノンビーム砲などを追加した武装強化型。ゼネバス帝国のグレートサーベルや帝国軍最強部隊に対抗し、中央大陸戦争後期に登場した。ウルトラザウルスを司令機とするMk-II部隊においてコマンドウルフNEWやベアファイターNEWを引き連れる。
武装・装備
キャノンビーム砲
胴体側面に装備。威力を有しながらも軽量な砲。一撃でグレートサーベルに勝利するほどの威力を秘める。側面に展開することも可能。
エネルギータンク
キャノンビーム砲に接続される。
ミサイルポッド
シールドライガーより引き続き装備されるが、設置個所は尾部付け根に新設されたアタッチメントに変更されている。
超高速駆動機構
後脚に備える。

作中の活躍
ゾイドバトルストーリー（小学館）
『新ゾイドバトルストーリー』ではZAC2052年11月の第一次大陸間戦争に参加。、ミッチャム中尉操縦のシールドライガー・マークIIがブラックコングのビームスマッシャーに真っ二つにされている。
ゾイドバトルストーリー（学年誌掲載版）
シールドライガーやサラマンダーを撃破したグレートサーベルに対し、超高空の輸送ゾイドからカプセルによって降下。迎撃に当たった。
別のストーリーではゴーレムによって基地を爆破されるも、生き残っていたシールドライガーMK-IIがトドメを刺すために近付いたグレートサーベルにキャノンビーム砲で攻撃した。
また、別のストーリーではゼネバス帝国首都敗北後のゼネバス皇帝が脱出した際に、その脱出艇を追った機体が暗黒軍のデッドボーダーに撃破されている。
漫画
『小学三年生』掲載漫画『ゾイドバトルコミック』においてはフランツ・ハルトマンらレッドデビル部隊が鹵獲機体に搭乗。潜伏のため合流するが、個別機体に施された標から共和国兵に見破られ交戦する。戦いに勝利した後、そこで輸送中のコンテナを奪取したフランツたちはマッドサンダーの鹵獲に成功した。

### シールドライガーDCS（ダブルキャノンスペシャル）
| シールドライガーDCS | シールドライガーDCS |
| ------------------- | --- |
| 番号                | RZ-007DCS |
| 配備数              | 300機(ZAC2100年秋時点) |
| 所属                | ヘリック共和国 |
| 分類                | ライオン型 |
| 全長                | 21.6m |
| 全高                | 11.5m |
| 重量                | 110.0t |
| 最高速度            | 240km/h 250km/h |
| 乗員人数            | 1名 |
| 武装                | レーザーサーベル×2 ストライククロー×4 AMD2連装20mmビーム砲×1（内蔵） 対ゾイド3連衝撃砲×1 ミサイルポッド×2 対ゾイド30mm2連装ビーム×1 ビームキャノン×2 ビームキャノンブースター×2 エネルギータンク×2 ミサイルポッドアタッチメント×1 |
| 武装(ZOIDS SAGA)    | 固定装備 レーザーサーベル ダブルキャノン Eシールド ウエポンラック ―(攻防) ―(防) ―(攻防) |

RZ-007 シールドライガーにビームキャノンセットを装備した仕様。高速性を追求するために中・遠距離での火力が犠牲となっていたシールドライガーのための追加装備。砲撃戦にも対応できる火力を獲得したが、運動性と格闘性能は低下したため、通常機との連携行動を行う。機体カラーは青基調と白基調の二種類が存在する。
作中の活躍
ZAC2100年7月。第二次全面会戦の失敗により敗走する帝国部隊の追撃に参加。レッドラストにおいてデススティンガーと交戦し、頭部へビーム砲撃を行うが、直後に暴走したデススティンガーによって撃破されている。

### シールドライガーDCS-J（ダブルキャノンスペシャルジェット）
| シールドライガーDCS-J SHIELD LIGER DCS-J | シールドライガーDCS-J SHIELD LIGER DCS-J |
| ---------------------------------------- | --- |
| 番号                                     | RZ-007DCS-J |
| 所属                                     | ヘリック共和国・高速戦闘隊(ZAC2101年夏～2102年初頭) |
| 分類                                     | ライオン型 |
| 配備数                                   | 6機(ZAC2100年秋時点) |
| 全長                                     | 21.6m |
| 全高                                     | 11.5m |
| 重量                                     | 115.0t |
| 最高速度                                 | 285km/h |
| 乗員人数                                 | 1名 |
| 武装                                     | レーザーサーベル×2 ストライククロー×4 AMD2連装20mmビーム砲×1 対ゾイド3連衝撃砲×1 ミサイルポッド×2 対ゾイド30mm2連装ビーム×1 ビームキャノン×2 ビームキャノンブースター×2 エネルギータンク×2 ミサイルポッドアタッチメント×1 動力パイプ×2 |
| 主な搭乗者                               | レイ・グレック セレス・アルドワーズ(ZBCG) シシリー・ヴォルタ(ZBCG) |

シールドライガーDCSの出力を強化したブラックカラーの機体。シールドライガー通常機とシールドライガーDCSはその欠点を同時運用によって補っていたが、戦局の推移によって機体数の余裕が無くなったため本機が開発された。重量増加を補うため、ビームキャノンブースター部を補助エンジンとし速力を強化。動力機関の改良により、DCSよりもビームキャノンの威力も向上しレッドホーンクラスのゾイドを一撃で大破し得る水準に達した。こうしてシールドライガー通常機の機動性とDCSの火力を両立することに成功したものの、その代償として操縦性が大幅に低下してしまった。そのため、DCS-Jの生産は7機のみに留まり、レオマスター（共和国高速戦闘隊の中でも、最も優れたライオン型ゾイドの操縦技術を持つ7名のパイロット）の実質的な専用機となっている。
作中の活躍
ZAC2100年6月。デルポイ大陸ユピト港～デルダロス海において西方大陸に向かう輸送船（ネオ・タートルシップ）にガイロス帝国軍のシンカーが奇襲した際は、レイ・グレックの機体が火器によって迎撃を行った。
同年10月のニクシー基地攻略戦ではレイ・グレックが搭乗するシールドライガーDCS-Jが素体状態のバーサークフューラーと交戦し大破している。

### シールドライガーコマンダー仕様
| シールドライガー コマンダー仕様 SHIELD LIGER COMMANDER SP | シールドライガー コマンダー仕様 SHIELD LIGER COMMANDER SP |
| --------------------------------------------------------- | --- |
| 番号                                                      | RZ-007CS |
| 所属                                                      | ヘリック共和国 |
| 分類                                                      | ライオン型 |
| 全長                                                      | 21.6m |
| 全高                                                      | 11.5m |
| 重量                                                      | 128.0t |
| 最高速度                                                  | 300km/h |
| 乗員人数                                                  | 1名 |
| 武装                                                      | レーザーサーベル×2 ストライククロー×4 対ゾイド3連衝撃砲 対ゾイド30mm2連装ビーム エネルギーシールド発生装置 ビームキャノン×2 ビームキャノンブースター×2 エネルギータンク×2 狙撃用カメラ 火炎放射砲×2 重機関砲×2 大型ブースター |

決戦兵器としてシールドライガーDCS、シールドライガーDCS-J以上の機動力および武装の強化が図られたシールドライガー。火炎放射器や重機関砲などの武装を追加して攻撃力を高め、重量増加に伴う機動性の低下もブースターを増設することによって完全にカバーし、その最高速度は時速300km/hに達している。しかし、その分エネルギーの消費も激しく無駄な動きのしない優秀な指揮官クラスのパイロットのみに配備された。大型ブースターはブレードライガーの設計に影響を与えたとされる。

### シールドライガーLM
ゲーム「ZOIDS VS2」に登場。レオマスター仕様のシールドライガーDCSで、赤色のAタイプと緑色のBタイプの二種類が存在する。
公式には同じくレオマスター専用機であるDCS-Jが存在するが、両者の相関は不明。

### シールドライガーMk-IIタイプ
| シールドライガーMk-IIタイプ | シールドライガーMk-IIタイプ |
| --------------------------- | --------------------------- |
| 所属                        | ヘリック共和国              |
| 分類                        | ライオン型                  |

ゾイドバトルストーリー3巻に掲載。シールドライガーの背部にゴジュラス用の長距離キャノン砲を一門装備した仕様。コマンドウルフMK-IIタイプ、ゴジュラス・マークII限定型、ディバイソンMK-IIタイプとともに共和国軍Mk-II強襲部隊を編成する機種のひとつ。
作中の活躍
帝国軍の共和国首都侵攻時、都民の脱出トンネルを守る殿軍をただ1機で引き受けた。トンネルの天井は川の真下にあったため、そこをキャノン砲で撃ち抜き、追撃してきたデスザウラーもろとも濁流に飲み込まれていった。

### シールドライガーBS
| シールドライガーBS | シールドライガーBS                                                                                  |
| ------------------ | --------------------------------------------------------------------------------------------------- |
| 番号               | Zi-007                                                                                              |
| 分類               | ライオン型                                                                                          |
| 全長               | 21.6m                                                                                               |
| 全高               | 9.0m                                                                                                |
| 重量               | 92.0t                                                                                               |
| 最高速度           | 250km/h                                                                                             |
| 乗員人数           | 1～2名                                                                                              |
| 武装               | レーザーサーベル×2 ストライククロー×4 AMD2連装20mmビーム砲 対ゾイド3連衝撃砲 展開式ミサイルポッド×2 |
| 主な搭乗者         | バン・フライハイト フィーネ                                                                         |

アニメ『ゾイド -ZOIDS-』および『機獣新世紀ZOIDS』に登場するバンの乗機。爪部が金色で、コクピットが複座席となっている。設定面では作品によって差異が存在する。
「シールドライガーBS」の呼称は『ZOIDS SAGA』登場時のもので、シールドライガー（バン仕様）とも呼称される。ゾイドバトルカードゲームにおいては「シールドライガー・BaS」、タカラトミーから2008年に発売された際の商品名は『シールドライガー（バン・フライハイト仕様）』。コトブキヤから発売されたプラモデルキットにおいては『シールドライガー バン仕様』の商品名としている。
『ゾイド-ZOIDS-』におけるシールドライガーBS
元々はエレミア砂漠において仮死状態になっていた機体だが、アニメの第1話においてジークがゾイドコアに合体したことによって蘇生され再稼働した。アニメにおける実弾も防御可能なEシールドの特性を生かし、展開しつつ敵に体当たりする攻撃も得意とした。
まだゾイドの操縦に慣れていないバンは、初めはジークのサポート無しではシールドの展開すら出来ないほどであったが、レイヴンのセイバータイガーとの激闘をはじめとした数々の戦闘の中で次第に操縦技術の向上を見せた。しかし、第22話でジェノザウラーの荷電粒子砲の直撃を受け、ゾイドコアを損傷・石化状態になってしまう。第24話においてはオーガノイド・ジークの力で「ブレードライガーBS」に復活・進化した。
漫画『機獣新世紀ZOIDS』におけるシールドライガーBS
こちらでもバンの乗機として登場。ただし、元はムンベイの兄であるジャッドの生前の愛機という位置づけとなっており、“シーザー”と名付けられている。ジャッドの墓とシャドーキーを守り続けていたが、バンに心を開き愛機となる。距離500メートルで発射されたリニアレールガンを紙一重で回避するなど、驚異的な運動性能を示した。
その後、ポルトでのレイヴンのジェノザウラーとの戦いで致命傷を負うも、シャドーキーで辛うじて蘇生。そしてフィーネが生み出したジークハートの効果と、第一世代ゾイド・ウェンディーヌとの接触によってブレードライガーBSへと進化した。
同漫画中では後のライガーゼロを含め、一貫してこのシーザーのゾイドコアが使われている。

### シールドライガーKrS
| シールドライガーKrS | シールドライガーKrS                 |
| ------------------- | ----------------------------------- |
| 所属                | ヘリック共和国                      |
| 分類                | ライオン型                          |
| 搭乗者              | クルーガー(アニメ『-ZOIDS-ゾイド』) |

アニメ『ゾイド -ZOIDS-』において若き日のクルーガーが搭乗していた機体。外観はノーマルのシールドライガーと変わらない。アニメでの登場は『ゾイド -ZOIDS-』35話においてクルーガーの自室に飾られていた写真のみとなる。
機体呼称はゾイドバトルカードゲームに登場した際のもの。

### デザートライガー
| デザートライガー DESERT LIGER | デザートライガー DESERT LIGER                                                                                               |
| ----------------------------- | --- |
| 番号                          | 不明 RPZ-03DS(HMM) |
| 分類                          | ライオン型 |
| 全長                          | 21.6m |
| 全高                          | 9.0m |
| 重量                          | 92.0t |
| 最高速度                      | 250km/h |
| 乗員人数                      | 1名 |
| 武装                          | レーザーサーベル×2 ストライククロー×4 AMD2連装20mmビーム砲 対ゾイド3連衝撃砲 展開式ミサイルポッド×2 対ゾイド30mm2連装ビーム |
| 主な搭乗者                    | マヤ・ベルケット(ZOIDS妄想戦記)                                                                                             |

砂漠戦用のRZ-007 シールドライガー。重量バランスの調整、防砂フィルターの装備、熱対策が施されている。機体色はデザートイエロー。
初出はニンテンドー ゲームキューブ用ゲームソフト『ZOIDS VS.II』。ヘリック共和国軍「試作機戦闘試験小隊ブルーユニコン」に配備されたが、何者かによって奪取されてしまう。
作中の活躍
『ZOIDS妄想戦記特別編』ではビームキャノンセットを追加した状態で登場。ガイロス帝国軍のマヤ・ベルケットが搭乗した。こちらでの設定は、アンチジャミングウェーブシステムを搭載した実験機であった。

### スパークライガー
| スパークライガー | スパークライガー                                                               |
| ---------------- | ------------------------------------------------------------------------------ |
| 番号             | RZ-007SS                                                                       |
| 所属             | ヘリック共和国                                                                 |
| 分類             | ライオン型                                                                     |
| 全長             | 21.6m                                                                          |
| 全高             | 10.4m                                                                          |
| 重量             | 91.0t                                                                          |
| 最高速度         | 250km/h                                                                        |
| 武装             | 固定装備 レーザーサーベル レーザークロー 電位差発生装置 ウエポンラック ―(攻防) |

機獣新世紀ゾイド公式ファンブック2巻に掲載。Eシールドに替わり電位差発生装置を装備した、RZ-007 シールドライガーの改造機。近距離の敵に電撃を飛ばしコンバットシステムの機能不全を引き起こす。頭部装甲の形状も変更されている。装甲はカーキ色の地にダークグレーのスプリンター風迷彩塗装が施されている。

### ライガーエアロ
| ライガーエアロ                     | ライガーエアロ |
| ---------------------------------- | --- |
| 番号                               | なし |
| 所属                               | ヘリック共和国 |
| 分類                               | ライオン型 |
| 全長                               | 21.6m |
| 全高                               | 9.4m |
| 重量                               | 94.0t |
| 最高速度                           | 280km/h |
| 武装 （ZOIDS SAGA II）             | 固定武装 衝撃砲 ― Eシールド レーザーサーベル |
| 武装 装備 （ZOIDS VS.II）          | 1 ADM2連装20mmビーム砲（初期装備） 1 ロングレンジライフルA（装備可能） 1 アサルトユニット（装備可能） 2 展開式ミサイルポッド（初期装備） 2 ビームキャノンS（装備可能） 2 対空ミサイルB（装備可能） 3 対ゾイド3連衝撃砲A（初期装備） 3 AZ3連装グレネードランチャー（装備可能） |
| 超必殺技 （『ZOIDS VS.』シリーズ） | ウインドアタック |

シールドライガーの機動性と運動性を徹底的に追求した高速実験機。空気抵抗を軽減するために頭部形状が大幅に変更されている。Eシールド発生装置の展開方法も通常機とは異なる。装甲のカラーリングが黄色となっている。
初出はゲームボーイアドバンス用ゲームソフト『ZOIDS SAGA II』。ニンテンドー ゲームキューブ用ゲームソフト『ZOIDS VS.II』では、ミッションモードの共和国ストーリー主人公、ショーマ・シュバールの愛機的な位置を占める。

### レオン・レイ
| レオン・レイ | レオン・レイ         |
| ------------ | -------------------- |
| 分類         | ライオン型           |
| 全長         | 21.6m                |
| 全高         | 9.4m                 |
| 重量         | 94t                  |
| 最高速度     | 280km/h              |
| 搭乗者       | エンリコ・エンリケス |

ゲーム『サイバードライブゾイド 機獣の戦士ヒュウ』に登場。装甲色が赤紫がとなったライガーエアロ。
ゲーム進行に応じて3世から6世までの機体が登場するが、外観は変わらない。

### アームドライガー
| アームドライガー ARMED LIGER | アームドライガー ARMED LIGER |
| ---------------------------- | ---------------------------- |
| 番号                         | RZ-007AL                     |
| 所属                         | ヘリック共和国               |
| 分類                         | ライオン型                   |
| 全長                         | 21.6m                        |
| 全高                         | 11.5m                        |
| 重量                         | 135t                         |
| 最高速度                     | 200km/h                      |

ホビージャパン2001年5月号に掲載された改造ゾイド。シールドライガーDCSのコンセプトをさらに発展させ、CP-15 アサルトガトリングユニットや増加装甲を追加し対弾性・攻撃力を強化した機体。作例製作は土田仁による。サンダーホーンなど同紙掲載の作例数点とともにゾイドバトルカードゲームのプロモカードとなった。

### ゴールドライガー
『特攻!! ゾイド少年隊』に登場。主人公、大和タケルの愛機であるシールドライガー。名前通り金色の機体色となっており、エンジンポッドやウイングを装備した機動性向上型をはじめ、様々な改造バリエーションが登場した。

### スカイライガー
『小学四年生』誌掲載コミック『機獣バトル ゾイド大戦』に登場。主人公、トラキの使用する改造シールドライガー。脇腹部にはミサイルポッドの代わりに黄金に塗られたレドラーの主翼が装着され、マッハ3で飛行できる。「ウイングライガー」と記述した媒体もみられる。

### 寒冷地仕様
| シールドライガー 寒冷地仕様 | シールドライガー 寒冷地仕様                  |
| --------------------------- | -------------------------------------------- |
| 所属                        | ヘリック共和国                               |
| 分類                        | ライオン型                                   |
| 武装・装備                  | 火炎放射器 燃料タンク 寒冷地用大型ブースター |

『RPZ-02シールドライガー』パッケージ裏に掲載されたバリエーション。ヒーターやジェネレーターを強化するとともに、機体各部に火炎放射器、大型ブースター、燃料タンクも増設された寒冷地仕様。

### 指揮官仕様
| シールドライガー 指揮官仕様 | シールドライガー 指揮官仕様 |
| --------------------------- | --------------------------- |
| 所属                        | ヘリック共和国              |
| 分類                        | ライオン型                  |
| 武装・装備                  | 通信アンテナ 重機関砲       |

『RPZ-02シールドライガー』パッケージ裏に掲載されたバリエーション。指揮官用に頭部アンテナを増設し、背部には緊急時に排除できる重機関砲を搭載する。機体色はゴールドを基調としたものとなっている。

### シールドライガー（共和国軍ノーマル 白）
| シールドライガー(共和国軍ノーマル 白) | シールドライガー(共和国軍ノーマル 白) |
| ------------------------------------- | ------------------------------------- |
| 所属                                  | ヘリック共和国                        |
| 分類                                  | ライオン型                            |

アニメ『ゾイド -ZOIDS-』第18話から登場。旧シールドライガーMk-IIに類似したカラーリングの機体だが、ビームキャノン（キャノンビーム砲）は装備しない。第34話にも登場。復活したデスザウラーにはEシールドも通用せず、荷電粒子砲で一掃されてしまう。

### シールドライガー・ヘビーウェポン仕様
| シールドライガー・ヘビーウェポン仕様 | シールドライガー・ヘビーウェポン仕様 |
| ------------------------------------ | ------------------------------------ |
| 全長                                 | 25.4m                                |
| 全高                                 | 14.5m                                |
| 重量                                 | 148.0t                               |
| 最高速度                             | 200.5km/h                            |

『ゾイド改造マニュアル』に掲載。ヘルディガンナーのアサルトビーム砲やガイサックの尾部を増設し、火力を増強した仕様。
初出は『小学四年生』2000年3月号で、「シールドライガー フルチューンスペシャル」と呼称されていた。

### ライガーグロリアス
| ライガーグロリアス | ライガーグロリアス |
| ------------------ | ------------------ |
| 全長               | 23.0m              |
| 全高               | 15.1m              |
| 重量               | 137.0t             |
| 最高速度           | 224.5km/h          |

『ゾイド改造マニュアル』に掲載。カノントータスの主砲部分やビームキャノンセット、大型ミサイルなどを増設して火力を増強した仕様。
初出は『小学五年生』2000年5月号。同誌掲載時は「シールドライガーエボリューション」と呼称されていた。

### コンバットシールド
『ゾイド改造マニュアル』に掲載。迷彩塗装を施された特攻仕様のシールドライガー。
初出は『小学五年生』1999年12月号に掲載された、シールドライガーの迷彩塗装の作例となる。

### スマッシュカスタムライガー
『ゾイド改造マニュアル』に掲載。ビームキャノンセットを取り付け機体色も変更したシールドライガー。
「スマッシュカスタムライガー」という呼称は『ゾイド改造マニュアル』掲載時のもので、雑誌掲載時では「シールドライガーCC（キャノンカスタム）」とされていた。

### シールドライガー指揮官型
『月刊ホビージャパン』誌掲載「ZOIDS BATTLE ANGLE III HISTORY OF ZOIDS」に掲載された改造機。戦局に合わせて開発されたシールドライガー派生機のひとつで、C型とも呼称される。本来は通信機能を向上させた指揮官型として開発されていたが、一般機と比較してハードポイント設計に余裕が持たされており、より戦況に応じた運用が可能となっている。
作例はハイエンドマスターモデルのシールドライガーをベースにしており、2007年に展開された「ゾイドユニバース」に登場したシールドライガーコマンダー仕様とのコラボレートとして製作された。

## 『ZOIDS concept art』におけるシールドライガー
こちらの設定では、既にあったプロトタイプゾイドを不時着船G3の技術で改修したゾイドとして登場している。
concept art2巻で初登場し、主に共和国軍トラップ遊撃隊の機体が活躍。同3巻ではコマンドウルフ'ドラゴンヘッド'らとともに帝国首都攻略戦にも参戦した。

### シールドライガーTG（スラスターガン）
『ZOIDS concept art』と世界観を同じくする『ゾイドオリジナル』や『ゾイドSS』に登場。
シールドライガーの背部にビーム砲や空中での姿勢制御を可能としたスラスターガンを装備しており、Eシールドやレーザーサーベルの強化、爪部のストライクレーザークローへの換装が行われている。
2013年にはタカラトミーによるコンセプトモデルが公開されていた。